# 뉴펀들랜드 자치령
뉴펀들랜드 자치령(영어: Dominion of Newfoundland)은 1907년부터 1949년까지 현재의 캐나다 뉴펀들랜드래브라도주에 있던 영국의 자치령이자 일부 주권국이다.
뉴펀들랜드는 1854년에 자치 정부를 수립했지만 같은 영국의 식민지였던 캐나다와는 다른 자치령으로서 독자적인 노선을 걸었다. 1907년에 자치권이 확대되면서 사실상의 독립 국가가 되었다. 제1차 세계 대전 시기에는 종주국이자 연합국인 영국을 지원하기 위해 전쟁 비용이 증가했고 군인으로 참전한 많은 청년들이 희생되면서 심각한 재정난을 겪게 된다. 또한 1929년에 일어난 대공황의 여파로 인해 뉴펀들랜드는 피폐해졌다.
1931년에 제정된 웨스트민스터 헌장에 따라 영국의 자치령이 독립 국가로 인정되었지만 이미 피폐해진 뉴펀들랜드는 이 법을 인정하지 않았다. 같은 영국의 자치령인 캐나다가 독립 국가로 인정된 것에 비해 뉴펀들랜드는 반(半)독립 국가 지위를 받는 데에 그쳤다. 뉴펀들랜드의 어려운 상황을 자력으로 해결하는 것이 어렵다고 판단한 뉴펀들랜드 자치 정부는 1934년에 자치권을 포기하면서 다시 영국의 직할 식민지가 된다.
제2차 세계 대전 이후에 뉴펀들랜드에서는 영국으로부터 독립하자는 의견이 높았지만 주민들은 캐나다와의 통합을 원했다. 1948년에 실시된 주민 투표에서는 뉴펀들랜드가 캐나다와의 연합 관계를 수립하자는 안건이 다수를 차지했다. 1949년 3월 31일을 기해 캐나다의 10번째 주로 편입됨에 따라 뉴펀들랜드 자치령은 소멸되었다.